# 연방 직할지
연방 직할지(聯邦直轄地, 영어: Union Territory)는 인도의 행정 구역 가운데 하나이다. 주와는 달리 독자적으로 선출된 정부 기관을 갖고 있지 않으며 연방 정부가 직접 통치한다. 현재 인도에는 8개의 연방 직할지가 있다.
- 안다만 니코바르 제도
- 찬디가르
- 다드라 나가르하벨리 다만 디우
- 델리
- 잠무 카슈미르
- 라다크
- 락샤드위프 제도
- 푸두체리

## 같이 보기
- 인도의 행정 구역
- 인도의 주